# Schefflera ischnoacra
Schefflera ischnoacra är en araliaväxtart som beskrevs av Hermann August Theodor Harms. Schefflera ischnoacra ingår i släktet Schefflera och familjen araliaväxter.
Artens utbredningsområde är Papua Nya Guinea. Inga underarter finns listade.